# Cabanelles
Cabanelles is een gemeente in de Spaanse provincie Girona in de regio Catalonië met een oppervlakte van 56 km². Cabanelles telt 257 inwoners (1 januari 2016).

## Demografische ontwikkeling
Bron: INE, 1857-2011: volkstellingen
Opm.: In 1857 werden de gemeenten Caixas, Espinavesa, La Estela, San Martín Saserra en Vilademiras aangehecht